# 凱旋
| ウィキペディアには「凱旋」という見出しの百科事典記事はありません（タイトルに「凱旋」を含むページの一覧/「凱旋」で始まるページの一覧）。 代わりにウィクショナリーのページ「凱旋」が役に立つかもしれません。 |